# Ferdinando Maggioni
Ferdinando Maggioni (Monza, 5 febbraio 1914 – Milano, 2 dicembre 1998) è stato un vescovo cattolico italiano.

## Biografia
Nacque a San Biagio, quartiere di Monza, allora in provincia e arcidiocesi di Milano, il 5 febbraio 1914.
Il 25 dicembre 1920, durante la messa della notte di Natale, ricevette la prima comunione da papa Benedetto XV in Vaticano.

### Formazione e ministero sacerdotale
Compì i propri studi nel seminario maggiore di Milano e conseguì la licenza in teologia presso la Pontificia Università Gregoriana.
Il 26 luglio 1936 fu ordinato presbitero, a Gallarate, dal cardinale Alfredo Ildefonso Schuster.
Dopo l'ordinazione è vicario per l'oratorio della parrocchia di San Biagio a Monza; nel 1949 diventò professore di teologia e direttore spirituale del collegio arcivescovile Galvalisi a Tradate, mentre nel 1955 divenne rettore del collegio arcivescovile De Filippi ad Arona.
Nel 1960 ritornò a Milano poiché nominato direttore dell'ufficio scolastico diocesano e l'11 novembre dello stesso anno ricevette il titolo onorifico di prelato domestico di Sua Santità da papa Giovanni XXIII.
Il 1º dicembre 1960 fu nominato rettore del Pontificio seminario lombardo a Roma, rimanendo in carica fino alla nomina episcopale. Divenne canonico onorario della basilica di Santa Maria Maggiore il 9 marzo 1965 e il 1º dicembre 1966 ricevette il titolo di protonotario apostolico soprannumerario.

### Ministero episcopale

#### Vescovo ausiliare di Milano

Mons. Maggioni alla sinistra dell'arcivescovo Carlo Maria Martini, in occasione del suo ingresso nell'arcidiocesi di Milano, il 10 febbraio 1980.

Il 14 settembre 1967 papa Paolo VI lo nominò vescovo ausiliare di Milano e vescovo titolare di Subaugusta. Il 29 ottobre successivo ricevette l'ordinazione episcopale, nel duomo di Monza, dal cardinale Giovanni Colombo, co-consacranti l'arcivescovo Ernesto Civardi (poi cardinale) e il vescovo Francesco Bertoglio. Assunse quindi l'incarico di pro-vicario generale dell'arcidiocesi ambrosiana.
Nell'ottobre dello stesso anno fu nominato prevosto di San Giorgio al Palazzo a Milano dal cardinale Colombo; fece l'ingresso in parrocchia il 12 novembre. Nel 1969 diventò vicario generale.
Fu consultore della Congregazione per l'educazione cattolica. In seno alla Conferenza Episcopale Italiana fu membro della Commissione per i seminari e l'educazione, mentre nel 1976 fu eletto presidente della Commissione episcopale per la cooperazione tra le Chiese; ricoprì questo incarico per sei anni.

#### Vescovo di Alessandria
Il 17 luglio 1980 papa Giovanni Paolo II lo nominò vescovo di Alessandria; succedette a Giuseppe Almici, dimessosi per raggiunti limiti di età. Il 4 ottobre successivo prese possesso della diocesi.
Il 22 aprile 1989 papa Giovanni Paolo II accolse la sua rinuncia, presentata per raggiunti limiti di età, al governo pastorale della diocesi di Alessandria; gli succedette Fernando Charrier, fino ad allora vescovo ausiliare di Siena-Colle di Val d'Elsa-Montalcino.
Da vescovo emerito ritornò presso la chiesa di San Giorgio al Palazzo a Milano.
Morì il 2 dicembre 1998, all'età di 84 anni, all'Istituto "Palazzolo" del capoluogo lombardo. Dopo le esequie, celebrate dal vescovo Fernando Charrier nella cattedrale di Alessandria e successivamente nella cattedrale di Milano dal cardinale Carlo Maria Martini, fu sepolto nella cappella di famiglia nel cimitero monumentale di Monza.

## Genealogia episcopale
La genealogia episcopale è:
- Cardinale Scipione Rebiba
- Cardinale Giulio Antonio Santori
- Cardinale Girolamo Bernerio, O.P.
- Arcivescovo Galeazzo Sanvitale
- Cardinale Ludovico Ludovisi
- Cardinale Luigi Caetani
- Cardinale Ulderico Carpegna
- Cardinale Paluzzo Paluzzi Altieri degli Albertoni
- Papa Benedetto XIII
- Papa Benedetto XIV
- Papa Clemente XIII
- Cardinale Marcantonio Colonna
- Cardinale Giacinto Sigismondo Gerdil, B.
- Cardinale Giulio Maria della Somaglia
- Cardinale Carlo Odescalchi, S.I.
- Cardinale Costantino Patrizi Naro
- Cardinale Lucido Maria Parocchi
- Papa Pio X
- Papa Benedetto XV
- Papa Pio XII
- Cardinale Eugène Tisserant
- Papa Paolo VI
- Cardinale Giovanni Colombo
- Vescovo Ferdinando Maggioni